# David Prior (baron Prior de Brampton)
Pour les articles homonymes, voir David Prior.
David Gifford Leathes Prior, baron Prior de Brampton (né le 3 décembre 1954) est l'actuel président du NHS England et président de l'University College Hospital. Il est député conservateur pour North Norfolk de 1997 à 2001. Il est pair à vie depuis 2015.

## Jeunesse
Il fait ses études à la Charterhouse School et au Pembroke College, Cambridge, où il obtient une maîtrise en droit. 
Pendant son séjour à Cambridge, il contribue au lancement de la Cambridge University Industrial Society, un groupe d'étudiants, qui s'étend ensuite à de nombreuses autres universités britanniques. Il est président de la Cambridge University Conservative Association et est élu membre du conseil d'administration du Cambridge University Students 'Union. 

## Carrière
De 1977 à 1980, il travaille pour les banques d'investissement Lehman Brothers et Lazard Frères à New York, suit une formation de banquier d'investissement et obtient son diplôme d'avocat en 1976, devenant membre de Gray's Inn. Il est détaché auprès de la British Steel Corporation pour travailler avec Ian MacGregor. Il est nommé directeur général de British Steel Service Centers Ltd, puis directeur commercial de British Steel, créant des coentreprises en Chine, en Turquie, en Europe et en Amérique du Nord. Après British Steel, il dirige plusieurs entreprises privées sidérurgiques et manufacturières. 
Il est élu député de North Norfolk en 1997 et il devient chef de la direction du Parti conservateur et son vice-président, membre du comité de sélection du commerce et de l'industrie. Il est président par intérim du Parti conservateur en 2001. Il perd son siège au profit de Norman Lamb des libéraux démocrates par 483 voix, en 2001. En 2002, il est nommé président du Norfolk and Norwich University Hospital NHS Trust, démissionnant en novembre 2006.
Le 14 novembre 2006, il est poursuivi par la police de Norfolk enquêtant sur des allégations d'irrégularités financières à l'hôpital de Cawston Park anciennement connu sous le nom de Cawston College, un hôpital psychiatrique privé à Cawston, Norfolk. Il est innocenté de son implication dans la fraude présumée le 15 février 2007 et reconduit en tant que président du Norfolk and Norwich University Hospital NHS Trust. En 2009, il est président de la Ormiston Victory Academy à Norwich. Il fonde et préside deux écoles libres, le Jane Austen College, et Sir Isaac Newton Free School, une sixième université spécialisée dans les sciences et les mathématiques. Il est également président de la Norwich Primary Academy. En 2012, il est administrateur de l'Inspiration Trust. De 2005 à 2009, il est président de la Friends of Families House. 
Le 28 janvier 2013, il est nommé Président de la Commission Qualité des Soins.    
Le 14 mai 2015, David Prior est nommé sous-secrétaire d'État parlementaire à la Santé dans le ministère conservateur de David Cameron et est par la suite créé pair à vie avec le titre de baron Prior de Brampton, de Swannington dans le comté de Norfolk le 29 mai 2015.  
En octobre 2016, Prior déclare que le résultat du référendum d'adhésion du Royaume-Uni à l'Union européenne de 2016 est "une terrible erreur". En outre, il exprime son soutien au maintien dans le marché unique européen. 
Le 21 décembre 2016, il est nommé sous-secrétaire d'État parlementaire au Département des affaires, de l'énergie et de la stratégie industrielle. Son rôle consiste à élaborer la nouvelle stratégie industrielle du gouvernement. Il démissionne du gouvernement en octobre 2017. 
Il est président du NHS England, succédant à Malcolm Grant le 31 octobre 2018, pour un mandat de quatre ans. 